# 金文秀
金 文秀（キム・ムンスー、英語: Kim Moon-soo、朝鮮語:  김문수、1964年12月5日 - ）は、大韓民国の元バドミントン選手。1992年バルセロナオリンピックの男子ダブルス金メダリスト。2002年に、世界バドミントン連盟によって殿堂入り選手となった。

## 経歴
主に朴柱奉とのペアで男子ダブルスで活躍。
1992年バルセロナオリンピックで金メダルを獲得。世界王者にも2度なっている。